# Демократы 66
Демократы 66 (нидерл. Democraten 66, D66) — нидерландская леволиберальная политическая партия, которая позиционирует себя как центристская, созданная Хансом ван Мирло и Хансом Грёйтерсом в 1966 году. Партия является одной из самых радикальных и прогрессивных партий Европы в области культурного либерализма.
Входит в Либеральный интернационал (LI) и европартию Альянс либералов и демократов за Европу (ALDE).
Название партии относится к году её основания, 1966. Первоначально её основной целью была демократизация нидерландской политической системы, но со временем она разработала более широкую социально-либеральную идеологию. На первых в своей истории выборах 1967 года партия получила 7 из 150 мест во Второй Палате нидерландского парламента. Ни одна новая партия никогда раньше не получала столько мест. Партия была частью правительственных коалиций с 1973 по 1977 год, с 1981 по 1982 год, с 1994 по 2002 год, с 2003 по 2006 год и с 2017 года по настоящее время. После последних выборов партия имеет 9 мест во Второй палате, 7 мест в Первой, 33 места в провинциальных штатах, 2 места в Европарламенте и 3 в Парламенте Бенилюкса. 1 представитель D66 является королевским комиссаром.
D66 особенно популярны среди людей с высшим образованием, а их избиратели в основном сконцентрированы в крупных городах и муниципалитетах с доходами жителей выше среднего. Партия предоставляет относительно большую долю мэров, которые назначаются, а не избираются.
В настоящее время D66 возглавляет Роб Йеттен, избранный лидером партии 12 августа 2023 года. Лидерами партии в Сенате, Палате представителей и Европейском парламенте являются Аннелин Бреденорд, Ян Патернотте и Самира Рафаэла соответственно.

## Название и логотип
При основании партия называлась «Демократы '66» (нидерл. Democraten '66, сокращённо D'66). Название отсылало к цели партии по радикальной демократизации и к году основания, который должен был передать современный имидж. В 1981 году апостроф был опущен: название стало успешным политическим брендом, но год больше не отражал современный имидж. Менялся и партийный логотип.
| 1966—1984 | 1985—2001 | 2002—2006 | 2006—2008 | 2008—2019 | 2019—н. в. |
| --------- | --------- | --------- | --------- | --------- | ---------- |
|           |           |           |           |           |            |

## История

### 1966—1986: первые годы
Основатели D'66 Ханс ван Мирло и Ханс Грёйтерс
Лидеры D'66
 в 1960-х—1990-х годах
Партия «Демократы 66» была основана 14 октября 1966 года группой из 44 человек. Её основателей называли homines novi (с лат. «новые люди»), хотя 25 из 44 ранее были членами другой партии. Инициаторами выступили Ханс ван Мирло, журналист Algemeen Handelsblad, и Ханс Грёйтерс, муниципальный советник Амстердама от VVD. Лидером новой партии стал ван Мирло. Основанию партии предшествовало «Обращение 1966 года» от 10 октября, в котором основатели обратились к народу Нидерландов с призывом вернуть себе свои демократические институты. Они призывали отказаться от политических идеологий XIX века, которые по их мнению доминировали в нидерландской политической системе, положить конец пилларизации, провести радикальную демократизацию и перейти к выработке прагматичной и технократичной политики.
Впервые партия приняла участие в выборах 1967 года с Хансом ван Мирло в качестве ведущего кандидата, получив беспрецедентные для новичка семь мест во Второй палате. В 1971 году D'66 присоединились к альянсу «Прогрессивное соглашение» (нидерл. Progressief Akkoord; PAK), созданному социал-демократический Партией труда (PvdA) и прогрессивно-христианской Политической партией радикалов (PPR). На выборах 1971 года партия получила уже 11 мест и сформировала теневой кабинет вместе с союзниками из PvdA и PPR.
На выборах 1972 года три партии представили общую предвыборную программу «Поворотный момент '72» (нидерл. Keerpunt '72). Но повторить успех прошлогодних выборов не удалось. Вместо этого D'66 потеряла почти половину своих мест, сохранив только шесть. Несмотря на неудачу демократов альянс стал крупнейшей политической силой в стране, но не получил большинства. После долгих переговоров о формировании кабинета министров три партии PAK сформировали внепарламентский кабинет, к которому присоединились прогрессивные члены Антиреволюционной (ARP) и Католической народной партий (KVP). Кабинет министров возглавил политик социал-демократ Йоп ден Ойл. Соучредитель D'66 Ханс Грёйтерс стал министром жилищного строительства и территориального планирования. После переговоров о формировании Ван Мирло ушёл из политики, чувствуя, что его политическая позиция внутри парламентской партии несостоятельна. Новым лидером стал Ян Терлоу.
В 1972—1974 годов партия пережила серьёзные трудности: количество членов сократилось в несколько раз, на провинциальных выборах 1974 года она получила всего 2 места вместо 47 по итогам предыдущих выборов, а также потеряла половину своих сенаторов на выборах в Сенат 1974 года. На одном из съездов партии было выдвинуто предложение о её роспуске. Большинство членов проголосовали за, но требуемого большинства в две трети достигнуто не было. В ответ Терлоу начал кампанию по активизации партии, включающую в себя призыв к членству и обращение к избирателям. Он сделал акцент на других вопросах, помимо демократических реформ, и придал партии более либеральную ориентацию. В результате уже в 1975 году партия удвоила свою численность, а на выборах 1977 года получила два дополнительных места, несмотря на потерю всех своих мест в Сенате в том же году.
На выборах 1981 года D66 получила 17 мест, войдя в правительство вместе с PvdA и Христианско-демократическим призывом (CDA) с Терлоу в качестве министра экономики. Кабинет характеризовался личными и идеологическими конфликтами между премьер-министром Дрисом ван Агтом (CDA) и министром социальных дел Йопом ден Ойлом (PvdA). В результате кабинет министров распался уже через девять месяцев после своего формирования, когда социал-демократы покинула его. D66 и CDA продолжали управлять во временном правительстве. На последующих выборах 1982 года D66 потеряли две трети своей поддержки и остались только с 6 местами, перейдя в оопозицию. После выборов Терлоу ушёл из политики и его заменил Мартен Энгвирда.

### 1986—2006: фиолетовые кабинеты и упадок
Лидеры D66
 в 1998—2006 годах
В 1986 году Ван Мирло вернулся в политику. Он подчеркнул, что демократические реформы являются основной задачей партии, и хотел положить конец поляризации между PvdA и VVD, чтобы можно было сформировать правительство без CDA. Ван Мирло возглавил партию на выборах 1986 года, на которых D66 получили 9 мандатов. На выборах 1989 года партия получила 12 мест, и ей было предложено присоединиться к переговорам о формировании коалиции CDA—PvdA—D66. В то время как социал-демократы предпочли сформировать правительство с D66, христианские демократы этого не захотели. В конечном итоге D66 были исключены из коалиции, поскольку большинство в парламенте у CDA и PvdA имелось и без них.
Несмотря на то, что D66 оказались в оппозиции, они заняли конструктивную позицию по отношению к правительству. На выборах 1994 года партия удвоила количество мест до 24. По итогам выборов была сформирована предпочтительная для D66 коалиция: «фиолетовое правительство», в которое вошли как социал-демократическая PvdA, так и консервативно-либеральная VVD. Ван Мирло был назначен министром иностранных дел. По мнению D66, первый кабинет Кока инициировал прогрессивное законодательство, такое как введение однополых браков и легализация эвтаназии. Умеренно либеральная экономическая политика кабинета министров также рассматривалась как большой успех.
Незадолго до выборов 1998 года Ван Мирло ушёл в отставку, и новым лидером стала министр здравоохранения Элс Борст. D66 потеряли десять мест на выборах, в то время как её партнеры по коалиции усилились за счёт D66. Второй кабинет Кока продолжил работу. Хотя D66 технически не были нужны для большинства в парламенте, они считались связующим звеном, скрепляющим вместе PvdA и VVD. Борст ушла с поста лидера партии и стала вице-премьер и министром здравоохранения, а партию возглавил Том де Грааф. Тем временем, внутри партии усилились позиции сторонников более прогрессивного курса. В 1999 году конституционная реформа, которая позволяла проводить референдумы, была отклонена Первой палатой, поскольку против неё проголосовала группа диссидентов VVD. В ответ D66 покинули коалицию. После последующих переговоров демократы вернулись в кабинет в обмен на закон о временном референдуме и избрание мэров прямым голосованием.
Выборы 2002 года оказались неудачными для «фиолетового» кабинета, входившие в него партии потеряли беспрецедентные 43 места. D66 смогли получить всего 7 мест. Зато преуспели правые популисты из «Список Пима Фортёйна» (LPF), заняв второе место и обеспечив себе место в новом правительстве. Вот только первый кабинет Балкененде, состоящий из представителей CDA, LPF и VVD, просуществовал всего три месяца. выборы 2003 года не улучшили положение D66, которые потеряли ещё один мандат, сохранив только 6. Де Грааф ушёл в отставку, и его сменил Борис Диттрих. После того, как длительные переговоры о формировании между CDA и PvdA провалились, был сформирован второй кабинет Балкененде, в который вошли CDA, VVD и D66.
В обмен на инвестиции в защиту окружающую среду и образование, а также пост специального министра по правительственной реформе, D66 поддержали правоцентристский кабинет реформ и некоторые из его спорных законов. В мае 2005 года Сенат отклонил конституционную реформу, которая позволила бы избирать мэра прямым голосованием. Законопроект был внесён вторым кабинетом Кока, но не смог получить большинства в две трети, поскольку социал-демократы были против избирательной системы, предложенной министром правительственной реформы Томом де Граафом. Де Грааф подал в отставку, но остальные министры сохранили свои должности, поскольку D66 было обещано больше инвестиций в образование и окружающую среду. Для ратификации этого так называемого «Пасхального соглашения» (Paasakkoord) был созван специальный партийный съезд. На конгрессе присутствовало 2600 человек (20 % от общего числа членов), а съезд транслировался в прямом эфире по телевидению. Участники конгресса подавляющим большинством голосов согласились остаться в кабинете министров. Де Граафа на посту министра правительственной реформы сменил Александр Пехтольд, а министр экономики Лоренс Ян Бринкхорст стал вице-премьером.

### 2006—2016: лидерство Пехтольда
В феврале 2006 года Диттрих ушёл с поста лидера партийной фракции во Второй палате, поскольку не согласился с решением правительства направить нидерландские вооружённые силы в провинцию Урузган в Афганистане. D66 проголосовали против этого предложения правительства вместе с Социалистической партией (SP) и Зелёными левыми (GroenLinks). Диттрих заявил, что отправка войск в Афганистан не миссия по восстановлению (как утверждали правительство и большинство парламента), а военная операция. Новым парламентским лидером партии стала Лусевис ван дер Лаан. В мае 2006 года D66 получили особенно плохие результаты на муниципальных выборах. Кроме того, партия начала терять членов, некоторые из которых основали свою партию, deZES, радикальную демократическую и прогрессивно-либеральную. На специальном съезде партии 13 мая 2006 года было выдвинуто предложение о выходе из кабинета министров, но оно было отклонено. В июне 2006 года были проведены внутренние выборы для избрания нового лидера партии. На выборах победил Александр Пехтольд, экс-мэр Вагенингена.
Во время специальных парламентских дебатов по натурализации сомалийской беженки Аяана Хирси Али D66 поддержала вотум недоверия министру интеграции Рите Вердонк. Поскольку демократы были младшим партнёром по коалиции, это вызвало кризис во втором кабинете Балкененде. Кабинет отказался отстранить Вердонк от её должности. Ван дер Лаан, парламентский лидер D66, пришла к выводу, что фракция больше не может поддерживать кабинет, и заявила, что он должен уйти в отставку. 3 июля 2006 года оба министра от D66, Пехтольд и Бринкхорст, подали в отставку, что привело к падению второго кабинета Балкененде.
В октябре 2006 года, незадолго до съезда партии и её 40-летия, основатель D66 Ханс ван Мирло задал вопрос, обладают ли демократы политической легитимностью. Он считал, что в недавней истории было допущено много ошибок и что только признание этих ошибок может обеспечить хоть какое-то доверие к D66. Ван Мирло заявил о своей поддержке лидера партии Пехтольда, который, по его мнению, мог обеспечить такой авторитет.
С 2008 года популярность партии стала расти и она начала показывать довольно хорошие результаты в опросах общественного мнения: от 10 до 26 мест во Второй палате по сравнению с всего лишь 3 мандатами. На выборах в Европейский парламент 2009 года партия получила 11 % голосов и 3 места, что на два больше, чем на предыдущих выборах. Новостная программа Nova (NPO 2) объяснила это действиями Александра Пехтольда, который в то время считался «лидером оппозиции». Под руководством Пехтольда партия заняла решительную позицию против Партии свободы (PVV) Герта Вилдерса. На выборах 2010 года D66 увеличили своё представительство до 10 мест, а на выборах 2012 года до 12. С 2008 года число членов партии значительно выромло: с 10 000 до 25 000 в 2015 году.
На выборах 2017 года D66 получили 19 мест во Второй палате и вошла в правоцентристское коалиционное правительство с VVD, CDA и Христианским союзом (CU). Кайса Оллонгрен была назначена министром внутренних дел и вторым вице-премьером в третьем кабинете Рютте.

### 2018 — н. в.: лидерство Кааг и Йеттена
Лидеры D66
 в 2020-х годах
В октябре 2018 года Александр Пехтольд объявил о своём уходе из политики. На посту парламентского лидера его сменилРоб Йеттен, но должность лидера партии осталась вакантной. Новый партийный лидер партии был избран только в сентябре 2020 года, и им стала министр внешней торговли и сотрудничества в целях развития Сигрид Кааг, она же стала главным кандидатом на выборах 2021 года. Несмотря на то, что опросы общественного мнения предсказывали, что D66 потеряет места, на выборах 2021 года партия получила 24 места, став второй по величине партией во Второй палате. После переговоров о формировании кабинета министров Нидерландов на 2021–2022 годы Кааг вернулась в четвёртый кабинет Рютте в качестве министра финансов и первого вице-премьер.
12 июля 2023 года, через пять дней после краха четвёртого кабинета Рютте, Кааг объявила в интервью газете Trouw, что не будет вести D66 на выборы 2023 года из-за «ненависти, запугивания и угроз», которые она получает в адрес свой и своей семьи. 12 августа 2023 года лидером партии стал Роб Йеттен. По итогам выборов 2023 года D66 потеряли больше мест, чем любая другая партия, сократившись с 24 до 9, что стало худшим результатом демократов за 17 лет.

## Идеология
Идеология D66 является весьма спорной темой внутри партии, что во многом связано с причиной её создания. Внутри партии традиционно существуют два течения: радикальные демократы, главной целью которых радикальная демократизация через конституционную реформу, и прогрессивные либералы, выступавших за левоцентристскую политику с упором на социальные и экономические вопросы. Хотя иногда эти два течения и антагонистичны, в основном они дополняют друг друга, поскольку оба подчёркивают важность самореализации личности. В Нидерландах историческими носителями этих двух традиций были две партии начала XX века, Радикальная лига и Свободомыслящая демократическая лига, которые тем самым являются идеологическими предшественниками «Демократов 66».

### Течения
Радикальные демократы
Первый съезд D66 подчеркнул необходимость радикальной демократизации нидерландского общества и политической системы. Первоначально идеалом радикальные демократы считали двухпартийную систему. Чтобы добиться этого, они хотели реформировать избирательную систему, введя в стране систему относительного большинства с одним победителем по примеру США. Постепенно взгляды на избирательную реформу менялись и теперь партия выступает за смешанное пропорциональное представительство в немецком духе. В этой системе выборы по национальному партийному списку используются для того, чтобы кандидат, получивший первое большинство, мог участвовать в общенациональном голосовании. Эта радикальная демократизация сочеталась с прагматическим и антидогматическим отношением к политике. Ханс ван Мирло, сооснователь и лидер партии в период с 1966 по 1972 год и с 1986 по 1998 год, был важным представителем радикально-демократического течения внутри партии.
Прогрессивные либералы
Прогрессивная либеральная секция D66 исторически была намного слабее, чем её радикально-демократическое крыло. При Яне Терлоу в период с 1972 по 1982 год D66 начала уделять особое внимание новым вопросам, таким как защита окружающей среды, государственные школы и инновации. Терлоу назвал D66 четвёртым течением наряду с социал-демократией, христианской демократией и консервативным либерализмом, которые традиционно доминировали в нидерландском обществе и политической системе. В 1998 году группа Opschudding, диссидентское движение внутри партии, призвала к проведению прогрессивно-либерального курса партии. В манифесте D66, принятом в 2000 году, партия явно приняла прогрессивно-либеральный имидж. Использование термина «социал-либерал» объясняется политическими причинами, поскольку более правая Народная партия за свободу и демократию также называет себя либеральной партией.

### Позиции
- D66 выступает за смешанную экономику, сочетающую рынок и государственное вмешательство. D66 также является сторонником повышения гибкости рынка труда[англ.] и снижения налогов[англ.] для низшего и среднего классов.
- D66 предлагает увеличить государственные расходы на образование и инновации, например, повысить зарплаты учителей. D66 хочет, чтобы сектор образования был дерегулирован с целью увеличения конкуренции в этом секторе.
- Окружающая среда является важным вопросом для партии. D66 выступает за введение цен на углерод и увеличение инвестиций в устойчивую энергетику для борьбы с глобальным потеплением[31]. Партия выступает против права на охоту и рассматривает охоту только как последнее средство борьбы с ущербом, наносимым дикой природе[32][33][34].
- D66 — социально-либеральная партия. Первый кабинет Вима Кока, в котором демократы участвовали, провёл несколько либеральных реформ, таких как легализация эвтаназии, однополых браков и проституции.
- D66 является сторонником демократических реформ. Партия выступает за избирательные реформы, такие как обязательный референдум, упразднение Сената и прямые выборы премьер-министров и мэров.
- D66 выступает за федерализацию Евросоюза и более широкое европейское сотрудничество по таким вопросам, как окружающая среда, иммиграционная и внешняя политика.

## Взаимоотношения с другими партиями
Политические обозреватели ставят D66 в центр политического спектра. Это даёт партии много возможностей для сотрудничества с другими партиями. Исторически сложилось так, что D66 часто сотрудничала в кабинетах министров с левоцентристской Партией труда (PvdA). В начале 1970-х годов они вместе сформировали теневой кабинет, а позднее находились в четырёх кабинетах (Ден Ойла, II кабинете Ван Агта, I и II кабинетах Кока). Однако между D66 и PvdA трижды возникала серьёзная напряжённость: в 1981 году, когда D66 решили продолжать править вместе с Христианско-демократическим призывом (CDA) после того, как PvdA покинула первый кабинет Ван Агта; в 1989 году, когда PvdA сформировала третий кабинет Любберса без D66; и в 2003 году, когда D66 вошла во второй кабинет Балкененде.
Начиная с 1990-х годов социал-либералы из D66 сблизились с правоцентристской Народной партией за свободу и демократию (VVD), которая также считается либеральной партией, хотя и с уклоном в консерватизм. В результате образовалось пять коалиционных правительств (I и II кабинеты Кока, II кабинет Балкененде, III и IV кабинеты Рютте). И D66, и VVD являются членами одних и те же европейских и международных объединений (Либеральный интернационал и Альянс либералов и демократов за Европу), а их представители в Европарламенте являются частью группы Renew Europe.
Во второй половине 1980-х годов основным оппонентом D66 были их союзники по II кабинету Ван Агта, христианские демократы из CDA. Возглавивший партию в 1986 гожу Ханс ван Мерло хотел положить конец поляризации между PvdA и VVD, чтобы можно было сформировать правительство без CDA. В результате, после выборов 1989 года третий кабинет Любберса по требованию христианских демократов был сформирован без участия D66. Начиная со второй половины 2000-х годов демократы своим основным оппонентом считают правую национал-популистскую Партию свободы Герта Вилдерса.

## Электоральная база
Хотя поддержка политических партий больше не является фиксированной, а результаты выборов могут значительно колебаться, «Демократы 66» в целом является партией образованных горожан, проживающих в основном в пределах Рандстада, пользуясь поддержкой в первую очередь в университетских городах, таких как Делфт, Лейден, Утрехт и Вагенинген, и их окрестностях. Так, на выборах во Вторую палату 2010 года «Демократы 66» получили наибольшее в процентном отношении количество голосов в Вагенингене (14,7 %). Одним из немногих реальных оплотов партии, пусть только на муниципальных и провинциальных выборах, является Геннеп в Северном Лимбурге. На муниципальных выборах 2014 года «Демократы 66» стали крупнейшей партией в Амстердаме, Гааге, Утрехте, Тилбурге, Гронингене, Энсхеде, Апелдорне, Харлеме, Амерсфорте и Арнеме.
«Демократы 66» пользуются популярностью среди секс-меньшинств, большую поддержку также имеют среди иммигрантов, молодёжи и нерелигиозных.

### Численность
В конце 1966 года, вскоре после своего создания, партия насчитывала 1500 членов. В ноябре 1967 года в партии состояло 3700 членов, а к ноябрю 1970 года её численность увеличилась до 6400 человек. Большую часть 1970-х годов количество членов колебалось в пределах от 5,6 тыс. до 6 тыс. человек, а в конце десятилетия стало быстро расти. Если в январе 1978 года в партии числилось 8424 человека, то уже к декабрю 1981 года её численность составляла 17 765 членов. Затем количество членов стало сокращаться и к декабрю 1985 года упало до 8000 человек. В конце 1980-х численность партии стала расти и с 9829 членов в 1990 году увеличилась до 15 000 в 1993 и 1994 годах. В дальнейшем количество членов партии колебалось в пределах от 10,4 тыс. (2008) до 13,5 тыс. (2004). В конце 2000-х численность партии вновь стала расти, увеличившись от 10 357 человек (2008) до 18 507 (2010). В 2010-х годах количество членов переросло 20 тыс. и в дальнейшем не опускалась ниже этого показателя, достигнув максимума в 2018 году (28 820). Максимальное количество членов партии было зафиксировано в 2022 году — 31 830 человек. В 2023 году в партии состояло 30 022 члена.

## Результаты выборов
| Год  | Лидер списка       | Место | Голоса    | %     | Мандаты   | +/–   | Правительство |
| ---- | ------------------ | ----- | --------- | ----- | --------- | ----- | ------------- |
| 1967 | Ханс ван Мирло     | 7-е   | 307 810   | 4,48  | 7 из 150  | Новая | Оппозиция     |
| 1971 | Ханс ван Мирло     | 5-е   | 427 720   | 6,77  | 11 из 150 | ▲ 4   | Оппозиция     |
| 1972 | Ханс ван Мирло     | 8-е   | 307 048   | 4,15  | 6 из 150  | ▼ 5   | Коалиция      |
| 1977 | Ян Терлау          | 4-е   | 452 423   | 5,44  | 8 из 150  | ▲ 2   | Оппозиция     |
| 1981 | Ян Терлау          | 4-е   | 961 121   | 11,06 | 17 из 150 | ▲ 9   | Коалиция      |
| 1982 | Ян Терлау          | 4-е   | 351 278   | 4,26  | 6 из 150  | ▼ 11  | Оппозиция     |
| 1986 | Ханс ван Мирло     | 4-е   | 562 466   | 6,13  | 9 из 150  | ▲ 3   | Оппозиция     |
| 1989 | Ханс ван Мирло     | 4-е   | 701 934   | 7,89  | 12 из 150 | ▲ 3   | Оппозиция     |
| 1994 | Ханс ван Мирло     | 4-е   | 1 391 202 | 15,49 | 24 из 150 | ▲ 12  | Коалиция      |
| 1998 | Элс Борст          | 4-е   | 773 497   | 8,99  | 14 из 150 | ▼ 10  | Коалиция      |
| 2002 | Том де Грааф       | 7-е   | 484 317   | 5,10  | 7 из 150  | ▼ 7   | Оппозиция     |
| 2003 | Том де Грааф       | 7-е   | 393 333   | 4,07  | 6 из 150  | ▼ 1   | Коалиция      |
| 2006 | Александр Пехтольд | 8-е   | 193 232   | 1,96  | 3 из 150  | ▼ 3   | Оппозиция     |
| 2010 | Александр Пехтольд | 6-е   | 654 167   | 6,95  | 10 из 150 | ▲ 7   | Оппозиция     |
| 2012 | Александр Пехтольд | 6-е   | 757 091   | 8,03  | 12 из 150 | ▲ 2   | Оппозиция     |
| 2017 | Александр Пехтольд | 4-е   | 1 285 819 | 12,23 | 19 из 150 | ▲ 7   | Коалиция      |
| 2021 | Сигрид Кааг        | 2-е   | 1 565 861 | 15,02 | 24 из 150 | ▲ 5   | Коалиция      |
| 2023 | Роб Йеттен         | 5-е   | 656 292   | 6,29  | 9 из 150  | ▼ 15  |               |

| Год  | Место | Голоса | %     | Мандаты  | +/– | Правительство |
| ---- | ----- | ------ | ----- | -------- | --- | ------------- |
| 1971 | 6-е   |        |       | 6 из 75  | New | Оппозиция     |
| 1974 | 8-е   |        |       | 3 из 75  | ▼ 3 | Коалиция      |
| 1977 | 10-е  |        |       | 0 из 75  | ▼ 3 | Нет мандатов  |
| 1980 | 5-е   |        |       | 2 из 75  | ▲ 2 | Оппозиция     |
| 1981 | 4-е   |        |       | 4 из 75  | ▲ 2 | Коалиция      |
| 1983 | 4-е   |        |       | 6 из 75  | ▲ 2 | Оппозиция     |
| 1986 | 4-е   |        |       | 6 из 75  |     | Оппозиция     |
| 1987 | 4-е   |        |       | 5 из 75  | ▼ 1 | Оппозиция     |
| 1991 | 4-е   |        |       | 12 из 75 | ▲ 7 | Оппозиция     |
| 1995 | 4-е   |        |       | 7 из 75  | ▼ 5 | Коалиция      |
| 1999 | 5-е   | 8542   | 5,4   | 4 из 75  | ▼ 3 | Коалиция      |
| 2003 | 6-е   | 7087   | 4,4   | 3 из 75  | ▼ 1 | Коалиция      |
| 2007 | 8-е   | 3270   | 2,0   | 2 из 75  | ▼ 1 | Оппозиция     |
| 2011 | 6-е   | 12 651 | 7,62  | 5 из 75  | ▲ 3 | Оппозиция     |
| 2015 | 3-е   | 21 997 | 13,01 | 10 из 75 | ▲ 5 | Оппозиция     |
| 2019 | 5-е   | 15 154 | 8,75  | 7 из 75  | ▼ 3 | Коалиция      |
| 2023 | 6-е   | 11 144 | 6,23  | 5 из 75  | ▼ 2 | Коалиция      |

### Выборы в Европейский парламент
Наилучшего результата на выборах в Европейский парламент партия добивалась в 1994 (11,66 % голосов, 4 места из 31, 4-е место) и 2014 годах (15,48 % голосов, 4 места из 26, 1-е место).
| Год  | Место | Голоса  | %     | Мандаты | +/– | Прим.  |
| ---- | ----- | ------- | ----- | ------- | --- | ------ |
| 1979 | 4-е   | 511 967 | 9,03  | 2 из 25 | New | [ 38 ] |
| 1984 | 7-е   | 120 826 | 2,28  | 0 из 25 | ▼ 2 | [ 39 ] |
| 1989 | 5-е   | 311 990 | 5,95  | 1 из 25 | ▲ 1 | [ 40 ] |
| 1994 | 4-е   | 481 826 | 11,66 | 4 из 31 | ▲ 3 | [ 41 ] |
| 1999 | 6-е   | 205 623 | 5,80  | 2 из 31 | ▼ 2 | [ 42 ] |
| 2004 | 8-е   | 202 502 | 4,25  | 1 из 27 | ▼ 1 | [ 43 ] |
| 2009 | 5-е   | 515 422 | 11,32 | 3 из 25 | ▲ 2 |        |
| 2009 | 5-е   | 515 422 | 11,32 | 3 из 26 | ▬   | [ 44 ] |
| 2014 | 1-е   | 735 825 | 15,48 | 4 из 26 | ▲ 1 | [ 45 ] |
| 2019 | 6-е   | 389 692 | 7,09  | 2 из 26 | ▼ 2 |        |
| 2019 | 6-е   | 389 692 | 7,09  | 2 из 29 | ▬   | [ 46 ] |

## Структура
Высшим органом D66 является Генеральная ассамблея, в которой может участвовать каждый член. Она собирается несколько раз в год, назначает правление партии и имеет последнее слово в отношении программы партии. Партийный список, включая парламентского лидера партии, на выборах в Первую и Вторую палаты нидерландского парламента, а также на выборах в Европейский парламент избирается непосредственно членами. У партии насчитывается от 250 до 300 отделений по всей территории Нидерландов.
В Нидерландах партийный лидер является номинальным руководителем и главным представителем партии. Внутри партии лидер должен обеспечить политическое единство. Во время выборов лидер является ведущим кандидатом партии (lijsttrekker), возглавляя партийный список. Вне выборов лидер является также парламентским лидером партии (главой фракции во Второй палате).
- Роб Йеттен, с 2023 года лидер партии.
- Сигрид Кааг, первый вице-премьер, лидер партии в 2020—2023 годах.
- Виктор Эверхардт[нидерл.], с 2021 года председатель партии.
- Ян Патернотте[нидерл.], с 2022 года лидер партийной фракции во Второй палате.
- Аннелин Бреденорд[нидерл.], с 2019 года лидер партийной фракции в Первой палате.
- Самира Рафаэла[нидерл.], с 2023 года лидер партийной фракции в Европарламенте.

## Лидеры
- 14 сентября 1966 — 1 сентября 1973 — Ханс ван Мирло (1931—2010), журналист, парламентарий, министр.
- 1 сентября 1973 — 8 сентября 1982  — Ян Терлоу[нидерл.] (род. в 1931), физик-ядерщик, астрофизик, математик, профессор, автор детских книг, парламентарий, министр.
- 8 сентября 1982 — 10 ноября 1982 — Лоренс Ян Бринкхорст[нидерл.] (род. в 1937), юрист, учёный, профессор, дипломат, парламентарий, министр.
- 10 ноября 1982 — 25 января 1986 — Мартен Энгвирда[нидерл.] (род. в 1943), экономист, математик, государственный служащий, парламентарий, министр.
- 25 января 1986 — 15 февраля 1998 — Ханс ван Мирло.
- 15 февраля 1998 — 30 мая 1998 — Элс Борст (1932—2014), врач, исследователь, администратор больницы, профессор, парламентарий, министр.
- 30 мая 1998 — 22 января 2003 — Том де Грааф[нидерл.] (род. в 1957), юрист, учёный, государственный служащий, парламентарий, министр.
- 22 января [[2003 — 3 февраля 2006 — Борис Диттрих (род. в 1955), юрист, судья, активист, парламентарий.
- 3 февраля 2006 — 24 июня 2006 — должность вакантна.
- 24 июня 2006]] — 6 октября 2018 — Александр Пехтольд[нидерл.] (род. в 1965), аукционист, искусствовед, государственный служащий, парламентарий, министр, мэр Вагенингена (2003—2005).
- 6 октября 2018 — 4 сентября 2020 — должность вакантна.
- 4 сентября 2020 — 12 августа 2023 — Сигрид Кааг (род. в 1961), государственный служащий, дипломат, парламентарий, министр.
- 12 августа 2023 — н. в. — Роб Йеттен (род. в 1987), политконсультант, парламентарий, министр.

## Связанные организации
Молодежное крыло D66 называется «Молодые демократы» (нидерл. Jonge Democraten, сокращённо JD). Из их рядов вышло несколько видных деятелей D66, таких как бывший депутат Борис ван дер Хам, писатель, гуманист и актёр, президент Humanistisch Verbond (Гуманистической ассоциации; 2012—2020). JD является членом организаций Европейская либеральная молодёжь и Международной федерации либеральной молодёжи.
D66 является соучредителем Нидерландского института многопартийной демократии, организации по содействию демократии, объединяющей семь голландских политических партий. В 1972 году при партии был основан аналитический центр, с 2011 года носящий название Фонд Ханса ван Мирло.

## Международная принадлежность
D66 является членом Либерального интернационала (полноправный член с 1986 года) и европейской партии Альянс либералов и демократов за Европу (полноправный член с 1994 года).